# Pratt & Whitney PW1000G
El Pratt & Whitney PW1000G es un motor de propulsión turbofán de alto índice de derivación  actualmente seleccionado como motor exclusivo para el Airbus A220 como para el Mitsubishi Regional Jet (MRJ) y el Embraer E-Jets E2 además del Airbus A320neo. El proyecto fue anteriormente conocido como el Turbofán engranado (GTF) (en inglés:Geared Turbofan), y originalmente como el Integrador de Alta Tecnología Fan (ATFI).

## Desarrollo y diseño
Pratt & Whitney intentó por primera vez construir un turbofán engranado a comienzos de 1998, conocido como el PW8000. Se trataba en esencia de una mejora del Pratt & Whitney PW6000 existente reemplazando la sección fan con un sistema de engranaje y un nuevo fan de dos etapas. Tras varios años de desarrollo el PW8000 esencialmente desapareció. Poco tiempo después surgió el proyecto ATFI, basado en utilizar la turbomaquinaria del PW6000 pero con una nueva caja de cambios y una sola etapa fan. 
Esto llevó a la creación del programa del Turbofán Engranado (GTF) basado en un núcleo totalmente nuevo desarrollado junto con MTU Aero Engines de Alemania.
En julio de 2008, el GTF fue rebautizado como el PW1000G, el primero en una nueva línea de motores "PuraPotencia". Pratt & Whitney asegura que el PW1000G consume entre un 10 % y un 15 % menos combustible que los motores actuales utilizados en los reactores regionales y en los reactores de pasillo único, así como ser bastante más silencioso.
La segunda fase de prueba de vuelo del PW1000G fue efectuada en un Airbus A340-600. El campo de prueba, con el motor en la posición número dos, voló por primera vez en Toulouse el 14 de octubre de 2008.

## Aplicaciones
- Airbus A319neo-A320neo-A321neo
- Airbus A220 (Bombardier CSeries)
- Mitsubishi Regional Jet MRJ 70/90
- Embraer E-Jets E2
- UAC MS-21

## Especificaciones
| Diámetro Fan                          | 81 plg (206 cm), 20 blades                                                                | 81 plg (206 cm), 20 blades                         | 73 plg (185 cm), 18 blades                                                           | 73 plg (185 cm), 18 blades                                                            | 56 plg (142 cm), 18 blades         | 56 plg (142 cm), 18 blades         |                             |                             |                             |                             |
| Relación de derivación (Bypass ratio) | 12.5:1                                                                                    | 12:1                                               | 12:1                                                                                 | 12:1                                                                                  | 9:1                                | 9:1                                |                             |                             |                             |                             |
| Empuje                                | 24000-35000 lbf / 110–160 kN                                                              | 28000-31000 lbf / 120-160 kN                       | 19,000–23,300 lbf / 85–104 kN                                                        | 17,000–23,000 lbf / 76–102 kN                                                         | 15,000–17,000 lbf / 67–76 kN       | 15,000 lbf / 67 kN                 |                             |                             |                             |                             |
| Compresor                             | Axial flow, 1 geared fan, 3 stage LPC, 8 stage HPC                                        | Axial flow, 1 geared fan, 3 stage LPC, 8 stage HPC | Axial flow, 1 geared fan, 3 stage LPC, 8 stage HPC                                   | Axial flow, 1 geared fan, 3 stage LPC, 8 stage HPC                                    | lo mismo excepto 2 stage LPC       | lo mismo excepto 2 stage LPC       |                             |                             |                             |                             |
| Cámara de combustión                  | Talon-X Lean-Burn Combustor                                                               | Talon-X Lean-Burn Combustor                        | Talon-X Lean-Burn Combustor                                                          | Talon-X Lean-Burn Combustor                                                           | Talon-X Lean-Burn Combustor        | Talon-X Lean-Burn Combustor        | Talon-X Lean-Burn Combustor | Talon-X Lean-Burn Combustor | Talon-X Lean-Burn Combustor | Talon-X Lean-Burn Combustor |
| Turbina                               | Axial flow, 2-stage HP, 3-stage LP                                                        | Axial flow, 2-stage HP, 3-stage LP                 | Axial flow, 2-stage HP, 3-stage LP                                                   | Axial flow, 2-stage HP, 3-stage LP                                                    | Axial flow, 2-stage HP, 3-stage LP | Axial flow, 2-stage HP, 3-stage LP |                             |                             |                             |                             |
| Usado en                              | UAC MS-21, Familia A320neo                                                                | UAC MS-21                                          | Familia A220                                                                         | Embraer E-Jets E2 190/195                                                             | Embraer E-Jets E2 175              | MRJ 70/90                          |                             |                             |                             |                             |
| Entrada en servicio                   | Enero de 2016                                                                             | 2019                                               | 15 de julio de 2016                                                                  | 2018                                                                                  | 2021                               | 2020                               |                             |                             |                             |                             |
| Certificado de Tipo - Data sheet      |                                                                                           |                                                    |                                                                                      |                                                                                       |                                    |                                    |                             |                             |                             |                             |
| Modelo                                | PW1100G                                                                                   | PW1400G                                            | PW1500G                                                                              | PW1900G                                                                               |                                    |                                    |                             |                             |                             |                             |
| Largo                                 | 3.401 m / 133.898 in                                                                      | 3.401 m / 133.898 in                               | 3.184 m / 125.4 in                                                                   | 3.184 m / 125.4 in                                                                    |                                    |                                    |                             |                             |                             |                             |
| Diámetro                              | 2.224 m (87.566 in)                                                                       | 2.224 m (87.566 in)                                | 2.006 m / 79.0 in                                                                    | 2.006 m / 79.0 in                                                                     |                                    |                                    |                             |                             |                             |                             |
| Peso                                  | 2857.6 kg (6300 lb)                                                                       | 2857.6 kg (6300 lb)                                | 2177 kg (4800 lb)                                                                    | 2177 kg (4800 lb)                                                                     |                                    |                                    |                             |                             |                             |                             |
| Empuje                                | 30/33G: 147.28 kN / 33,110 lbf 27G: 120.43 kN / 27,075 lbf 24/22G: 107.82 kN / 24,240 lbf | PW1431G: 140.39 kN 31,572 lbf                      | 19G: 87.96 kN / 19,775 lbf 21G: 97.73 kN / 21,970 lbf 24/25G: 108.54 kN / 24,400 lbf | 19G: 92.79 kN / 20,860 lbf 21G: 100.31 kN / 22,550 lbf 22/23G: 105.93 kN / 23,815 lbf |                                    |                                    |                             |                             |                             |                             |
| Relación empuje/peso                  | 3.85 – 5.26                                                                               | 5.01                                               | 4.12 – 5.08                                                                          | 4.35 – 4.96                                                                           |                                    |                                    |                             |                             |                             |                             |

 (Datos extraídos de la página en inglés)